# چاک بری در لندن
«چاک بری در لندن» (به انگلیسی: Chuck Berry in London) آلبومی از هنرمند اهل ایالات متحده آمریکا چاک بری است که در سال ۱۹۶۵ میلادی منتشر شد.